# Central de autobuses de Celaya
La Terminal de Autobuses "Francisco Eduardo Tresguerras" o Central de Autobuses de Celaya es la principal estación de autobuses del municipio de Celaya y es un gran centro de conexiones para varias líneas de autobuses, ubicado en el corredor del bajío.

## Destinos
| Líneas de Autobuses                                    | Destinos |
| ------------------------------------------------------ | --- |
| ETN / Turistar                                         | Guadalajara, Mazatlán, México Norte, México Sur, Monterrey-Central, Monterrey-Churubusco, Morelia, Puebla, Querétaro, San Luis Potosí, Tepotzotlán, Zapopan |
| Estrella Blanca / Elite / Futura / Oriente             | Acaponeta, Acapulco-Papagayo, Acámbaro, Agua Prieta (Son.), Aguascalientes, Allende (Coah.), Altar (Son), Caborca, Camargo, Cananea, Chihuahua-Central, Chihuahua-Pistolas Meneses, Chilpancingo, Ciudad Acuña. Ciudad Jiménez (Chih), Ciudad Juárez, Ciudad Obregón, Ciudad Victoria, Ciudad de México-Norte, Ciudad de México-Sur, Cuernavaca, Culiacán, Delicias, Dolores Hidalgo, Durango, Empalme (Son), Entronque de Matehuala, Escuinapa, Fresnillo, Gómez Palacio, Guadalajara, Guamúchil, Guanajuato, Guasave, Guaymas, Hermosillo, Iguala, Ímuris, Irapuato, Janos (Chih), Juan Aldama (Zac), La Peñita de Jaltemba, Lagos de Moreno, León, Los Mochis, Luis Moya (Zac), Matamoros, Matehuala, Mazatlán, Mexicali, Monclova, Monterrey-Central, Morelia, Moroleón, Naco (Son), Nava (Coah), Navojoa, Nuava Rosita, Nuevo Casas Grandes, Nuevo Laredo, Ojo Caliente, Pachuca, Pedro Meoqui (Chih), Piedras Negras, Puebla, Pénjamo, Querétaro, Río Grande, Sabinas (Coah), Salamanca, Salinas de Hidalgo, Saltillo, Salvatierra, San Fernando, San Juan del Río, San Luis Potosí, San Luis Río Colorado, San Luis de la Paz, San Miguel de Allende, San Nicolás de los Garza, Santa Ana (Son), Santa Catarina, Silao, Sonoyta, Tecate, Tepic, Tepotzotlán, Tijuana, Torreón, Zacatecas, Zapopan. |
| Omnibus de México                                      | Agua Prieta (Son.), Camargo, Cananea, Casas Grandes, Chihuahua-Central, Chihuahua-Pistolas Meneses, Ciudad Delicias (Chih), Ciudad Hidalgo (Mich), Ciudad Juárez, Ciudad Valles, Ciudad Victoria, Durango, Fresnillo, Gómez Palacio-Central, Gómez Palacio-Hamburgo, Guachinango, Ímuris, Ixtapa, Janos (Chih), Juan Aldama (Zac), Lagos de Moreno, Lázaro Cárdenas (Mich), Maravatío, Matamoros, Monterrey-Central, Nogales, Nuevo Laredo, Poza Rica, Reynosa, Ricardo Flores Magón (Chih), Río Grande, Saltillo, Tampico, Torreón, Tuxpan (Mich), Tuxpan (Ver), ,Zacatecas, Zihuatanejo, Zitácuaro |
| Primera Plus                                           | Ciudad de México-Aeropuerto, Ciudad de México-Coapa, Ciudad de México-Norte, Ciudad de México-Poniente, Ciudad de México-Santa Fé, Guadalajara, Guanajuato, Irapuato, Ixtapa, La Piedad, León, Manzanillo, Morelia, Moroleón, Nuevo Vallarta, Querétaro, Puerto Vallarta, Puruándiro, San Luis Potosí, Toluca, Uruapan, Uriangato, Zihuatanejo, |
| Autobuses Apaseo                                       | Apaseo El Alto, Apaseo El Grande |
| Autobuses Tamayo                                       | El Sauz, Juan Martín, La Cruz, La Cueva, San Lorenzo, San José, Santa María, Tamayo |
| Autobuses de Occidente                                 | Acámbaro, Acebuche, Cañones, Fierros, Moncada, Noria, Ojo Seco, Parácuaro, Salvatierra, Tarimoro |
| Flecha Amarilla / Coordinados / Metropolitano / UneBus | Acámbaro, Apaseo el Alto, Apaseo el Grande, Atotonilco, Ayotlán, Ciudad Azteca, Cerano, Cortazar, Cuitzeo, Dolores Hidalgo, Guanajuato, Guadalajara, Irapuato, Jaral del Progreso, México Norte, Morelia, Moroleón, La Barca, La Piedad, León, Pénjamo, Querétaro, Salamanca, Salvatierra, San Diego de la Unión, San Juan del Río, San Miguel de Allende, Tanhuato, Tepejí del Río, Tula de Allende, Uriangato, Valle de Santiago, Zamora, Yuriria. |
| Verdes Neutla                                          | Comonfort, Escobedo, Neutla |